# Tupi Futebol Clube
O Tupi Futebol Clube é um clube brasileiro de futebol, da cidade de Crissiumal, no estado do Rio Grande do Sul. Suas cores são vermelho e preto. 

## História
O Tupi Futebol Clube foi fundado em 1 de maio de 1949. É considerado um dos clubes mais antigos da região noroeste do Rio Grande do Sul. Voltou as atividades profissionais em 2005 e 2006, mas por dificuldades financeiras licenciou-se mais uma vez até 2012.
O Tupi Futebol Clube se classificou e jogou a decisão da Terceira Divisão do Campeonato Gaúcho de 2013 contra o Nova Prata, da cidade de Nova Prata. O primeiro jogo da decisão foi no Estádio Municipal Dr. Mario Cini, onde o Tupi venceu os dono da casa por 2 a 0. No jogo da volta, em Crissiumal, no Estádio Municipal Rubro-Negro, o Tupi venceu novamente o Nova Prata, dessa vez por 3 a 1, e se garantiu como campeão do Terceira Divisão do Campeonato Gaúcho de 2013, sendo esse o maior título de sua história.
Na Divisão de Acesso o Rubro-Negro se manteve com campanhas surpreendentes como foram as de 2014 e 2016 sob o comando de Paulo Henrique Marques.
2018 tem sido o ano da redenção para os Rubro-Negros, com uma campanha quase perfeita com sete vitórias, três empates e quatro derrotas, o Tupi se classificou para as oitavas de final onde foi eliminado pelo Aimoré.
Em 2023 o clube acabou sendo rebaixado para a Série B.

## Títulos

### Estaduais
| Estaduais         | Estaduais                   | Estaduais | Estaduais  |
|                   | Competição                  | Títulos   | Temporadas |
| ----------------- | --------------------------- | --------- | ---------- |
| Rio Grande do Sul | Campeão Gaúcho - 3ª Divisão | 1         | 2013       |

## Rivalidade
O principal rival do Tupi é o Três Passos Atlético Clube (TAC), clube da cidade vizinha de Três Passos, com quem realiza o clássico "Ta-Tu".

## Estádio
O Estádio Rubro-Negro é um estádio de futebol localizado na cidade de Crissiumal, no estado do Rio Grande do Sul, tem capacidade para cerca de 4.000 pessoas e é utilizado pelo Tupi Futebol Clube.